# 小椋悠聖
小椋 悠聖（おぐら ゆうせい、1995年10月9日 - ）は、キリンプロ大阪オフィスに所属していた日本の元子役。三味線奏者として活動している市川聖山の実子である。
キリンプロの子役として活動した後、同志社大学法学部法律学科に入学。大学を卒業後、東京弁護士会所属の弁護士になる。

## 出演

### テレビドラマ
- 鬼平犯科帳（フジテレビ）
- 剣客商売スペシャル（フジテレビ、2004年）
- ドラマW 巷説百物語 狐者異（WOWOW[注釈 1]、2005年）
- 金曜エンタテイメント 京都祇園入り婿刑事事件簿 12（フジテレビ、2005年）
- 芋たこなんきん（NHK大阪放送局、2006年 - 2007年） - 徳永清志 役

### 舞台
- あの晩、星が教えてくれた 大阪公演B公演・C公演[3]（門真市民文化会館ルミエールホール[3]、2004年） - 黒部ゆうた 役

### 映画
- 隠し剣 鬼の爪（松竹、2004年）
- 阿修羅城の瞳（松竹、2005年）
- あの夏、俺は海へ行った - 聡 役
- 花よりもなほ（松竹、2006年）

### CM
- NTTドコモ中国

### ビデオパッケージ
- ロボット研究